# BFG (bedrijf)
BFG was een Frans motorfietsmerk dat probeerde een betaalbare Europese motorfiets te produceren.
De bedrijfsnaam was: Boccardo, Favario & Grange.
Frans bedrijf dat in 1977 werd opgericht met als doel een betaalbare Europese motorfiets te bouwen. Daarvoor werden veel bestaande onderdelen gebruikt, zoals Citroën-blokken en een Renault Alpine-dashboard.
De BFG 1300, het enige model dat ooit door het merk gebouwd werd, werd gepresenteerd op de motorshow van Parijs in 1982. Door de hoge ontwikkelingskosten werd BFG verkocht aan Motobécane. Boccardo vertrok naar MF en begon later zijn eigen merk. Zie ook Boccardo en MF.
Vanaf het prille begin zijn de eigenaars verenigd in BFG-moto-club, die tot op vandaag ijvert voor de instandhouding van deze motorfiets.